# Melanitis aculeata
Melanitis aculeata är en fjärilsart som beskrevs av George Francis Hampson 1888. Melanitis aculeata ingår i släktet Melanitis och familjen praktfjärilar. Inga underarter finns listade i Catalogue of Life.